# Râul Cătânașe
Râul Cătânașe este un curs de apă, afluent al Râului Alb.

## Hărți
- Harta județului Hunedoara
- Harta Munților Retezat  Arhivat în 10 iulie 2012, la Wayback Machine.